# Karolina Karasiewicz
Karolina Karasiewicz (ur. 23 lipca 1992 w Łodzi) – polska kolarka torowa i szosowa.

## Kariera sportowa
Jej pierwszym klubem był LUKS Dwójka Stryków, w jego barwach zdobyła swój pierwszy tytuł mistrzyni Polski, później była zawodniczką Społem Łódź. W 2014 roku jako zawodniczka ALKS Stal Grudziądz była wicemistrzynią Polski orliczek. Od 2016 roku jest zawodniczką TKK Pacific Nestle Fitness Cycling Team. W czerwcu 2017 roku wygrała Mistrzostwa Polski w wyścigu szosowym ze startu wspólnego. W czerwcu 2019 roku podczas Igrzysk Europejskich w Mińsku Karasiewicz zdobyła brązowy medal w wyścigu drużynowym. W listopadzie 2019 roku zwyciężyła w wyścigu w scratchu podczas Pucharu Świata w kolarstwie torowym w Glasgow. W 2019 roku otrzymała stypendium sportowe ufundowane przez miasto Toruń. Studiuje (2019) bezpieczeństwo wewnętrzne na Uniwersytecie Mikołaja Kopernika w Toruniu. Podczas mistrzostw Europy w kolarstwie torowym w 2020 roku rozegranych w Płowdiwie zdobyła brązowy medal w wyścigu punktowym.